# 礒部公一
礒部 公一（いそべ こういち、1974年3月12日 - ）は、広島県東広島市出身の元プロ野球選手（外野手・捕手、右投左打）・コーチ、野球解説者、YouTuber。
NPBにおける現役選手時代は1997年 - 2004年にパシフィック・リーグの大阪近鉄バファローズ（1998年までの球団名は「近鉄バファローズ」）で、2005年 - 2009年に東北楽天ゴールデンイーグルスでそれぞれプレーした。2004年のプロ野球再編問題では、近鉄球団最後の選手会長として労使交渉に奔走。楽天に移籍した2005年には初代選手会長に就任。「ミスターイーグルス」と呼ばれた。

## 経歴

### アマチュア時代
実家は鮮魚店。小学4年生の時にボーイズリーグに入って本格的に野球を始める。中学生時代までスイッチヒッターで、投手、野手ともにこなした。東広島市立志和中学校を卒業後、高校は市内中心部の広島県立西条農業高等学校に進学。高校からは左打ちに専念し、高校2年生の時に監督の指示で捕手に転向。主に4番捕手でチームの主将も担当した。高校3年時に第73回全国高等学校野球選手権大会に出場。初戦の東北高等学校戦はサヨナラ勝利、2回戦の千葉県立我孫子高等学校戦ではセンターバックスクリーンに本塁打を放つなどの活躍も6対3で敗れた。大会後、高校野球日本代表に選ばれた。
高校卒業の時には、監督から「今のままではプロに行っても厳しい」と言われ、本人曰く「大学に行く気も無かった」ということで、高校卒業後は三菱重工業に入社して地元の三菱重工広島に所属、主砲として活躍した。1996年の都市対抗野球ではチームを決勝に導く活躍。決勝で入来祐作擁する本田技研（和光市）に敗れたが、大会の優秀選手に選ばれた。
1996年のNPBドラフト会議で近鉄バファローズ（1999年以降の球団名は「大阪近鉄バファローズ」）から3位指名を受け、捕手として入団。ドラフト3位で指名されたが、礒部は当初オリックス・ブルーウェーブ志望であった（ドラフト前には中日、ロッテからも指名の話があった）。しかし、当時近鉄の監督を務めていた佐々木恭介がヘリコプターで広島の会社に直接乗り付けて近鉄の指名選手中一番先に礒部に会いに行き、その結果説得された礒部は近鉄入団を決意した。当時の背番号は22。

### 近鉄時代
入団当時の正捕手は的山哲也で、礒部は当時の近鉄に左打者が不足していたチーム事情から捕手兼外野手として一軍に定着した。しかし佐々木は礒部を外野手にコンバートさせる意向を持っており、1999年はすべて外野手または代打として130試合に出場したほか、1試合だけ試合途中から二塁手に入っている。しかし的山は打力に難があったため、2000年に監督に就任した梨田昌孝は礒部を捕手に戻すことを決断。顔面骨折による離脱もあったが捕手としては自己最多の87試合に出場した。打率.311と礒部の打力を見込んで捕手に再起用した梨田の期待に応えた一方、捕手としては強肩ではあったがスローイングに致命的な弱点があり（梨田は後に『週刊ベースボール』のコラムの中で「捕手としての礒部は送球の際にバックステップするクセがあり、この分の時間のロスでランナーを刺せなかった」とコメントしている）、この年の盗塁阻止率は当時のプロ野球ワーストとなる.109を記録している。バックステップについては1999年に一度も捕手を守らず、外野手の癖でバックステップが身につき阻止率低下につながったのではとされている（事実1998年は阻止率が3割を超えていた）。
翌2001年は背番号を梨田が現役時代に着けていた8に変更し、春季キャンプで梨田自らキャッチングやスローイングの基礎から指導するなど正捕手としての期待が大きかったが、オープン戦で8回の盗塁機会を1回も刺せなかったなど守備面の向上が見られず、球団アドバイザーのトミー・ラソーダの進言を受けて梨田は礒部の捕手起用を断念し、礒部は外野手に専念することとなった。しかし守備面での負担が軽減され、打撃面が一気に開花。主に5番として打率.320、17本塁打、95打点の成績を残し、中村紀洋、タフィ・ローズらとともに「いてまえ打線」の強力クリーンナップを組みチーム12年ぶりのパ・リーグ優勝に大きく貢献。リーグ1位の得点圏打率.417を記録して、この年「最強の5番打者」と言われた。また右投手より左投手からの方が打率が高かったが、ヤクルトスワローズとの日本シリーズでは第1戦で左投手の石井一久に完全に抑え込まれ、結局このシリーズ無安打に終わり「逆シリーズ男」の烙印を押されてしまった。また、自身唯一のタイトルのベストナインの外野手部門にも輝いた。
2002年は登録上も捕手から外野手に変更したが、前年の日本シリーズの不振を引きずったのか、打率.270、3本塁打、30打点と低調な成績に終わった。このため、2年連続優勝を逃したフロントから「（V逸の）戦犯は、打が礒部で投が前川」と契約更改時に厳しい評価を受けた。

### プロ野球再編問題
2003年、近鉄最後の選手会長となる。
2004年6月、近鉄とオリックスの合併計画が浮上。近鉄の選手会長として労使交渉、署名活動など反対運動に奔走するが、結局阻止はならなかった。近鉄の消滅が決まった時、礒部は「僕らの近鉄に対する誇りは忘れない」と涙ながらに語った。球団合併による選手分配ドラフトの際、礒部ら近鉄の一部の選手は、労使妥結の前提となった「申し合わせ」を引き合いに、近鉄を吸収する側であるオリックスのプロテクト（選手優先保有）を拒否。オリックスも、近鉄のエースであった岩隈久志投手を除いてこれを認め、新規参入球団の東北楽天ゴールデンイーグルスが彼らを獲得した。結果的には岩隈も金銭トレードで新規参入球団の楽天に移籍した。この年、自己最多の26本塁打を放った。

### 楽天時代
2005年に楽天球団の初代選手会長・初代主将となる。開幕戦は6番・右翼手で出場した。開幕から17打席連続ノーヒットだったが、4月1日の西武ライオンズ戦（フルキャストスタジアム宮城）で1番打者として起用されると、初回に岡本篤志から球団第1号本塁打をバックスクリーンに放った。1番で起用されることが多かったが、シーズン終盤は5番に定着。オールスターではチーム唯一の出場をファン投票で果たす。第1戦で3打数2安打2打点と結果を出した。
2006年にFA権を取得し、当初「優勝できるチームでプレーしたい」と行使を示唆する発言をしたが、近年の成績不振から最終的には行使せず、残留を選択。球団の選手会長の座は近鉄時代からの同僚でもある高須洋介に譲り、辞任した。
2007年シーズン序盤は不動の3番・右翼手での先発出場が多く、一時は首位打者争いにも加わったが、セ・パ交流戦以降の不振や守備の衰えから鉄平、草野大輔が3番に置かれた。守備面では左翼手としてスタメンに出場したり、チームの若返り構想から守備で勝る牧田明久にスタメンを奪われることも増えた。結果的にシーズン後半は6番以降や代打で出ることが多くなった。シーズン末に出場機会を求めてFA権の行使をする動きも見られたが「野村監督を胴上げしたい」と2006年に続き残留した。ただし、野村の著書である『ああ、阪神タイガース』によると、減俸に不満を持ったため宣言をしたが単に獲得球団がなかっただけであり、そのため仕方なく残留したとのこと。野村は、礒部の宣言について自分で過大評価していると書いている。
2008年からは聖澤諒、横川史学、中村真人などの同じ左打ちで一定の守備力がある外野手が台頭、出場機会が大幅に減ってしまい、年俸も大幅カットされた。また、主将の座を山﨑武司に譲った。
2009年のオープン戦で3割を超える打率を残し、開幕スタメンの座を勝ち取るが結果を残せず4月20日に一軍登録を抹消。以降は一度も一軍復帰を果たせず、9月末に球団から戦力外通告を受ける。一時は現役続行を希望し、12球団合同トライアウトや他球団のオファーなどの道を模索したが、最終的には「このまま現役生活を続けるのは難しい」と判断。トライアウトを前にした11月2日に現役引退を発表、同時に二軍育成コーチ（打撃担当）の就任も併せて発表された。11月23日にはファン感謝祭で引退セレモニーが行われ、ファンや関係者に感謝を伝えた。

### 現役引退後
2010年には、前半戦で一軍が総得点・チーム打率ともリーグ最下位に低迷していたことを受けて、7月25日に安部理と担当を入れ替える格好で一軍打撃コーチ補佐へ異動した。
2011年も一軍打撃コーチ補佐を務めていたが、チームの不振などで、5月15日付で二軍打撃兼外野守備コーチに異動。2012年には、二軍打撃コーチ補佐を担当した。
2013年からは二軍外野守備走塁コーチを務めていたが、2014年6月17日付で一軍外野守備走塁コーチに異動。一軍の外野守備・走塁へのテコ入れを目的にした異動で、公式戦では一塁ベースコーチを担当する。2015年秋からは一軍打撃コーチ。2017年10月23日に球団から退団が発表された。2018年からは、東日本放送・東北放送・仙台放送・J SPORTSの野球解説者に就任。

## 選手としての特徴・人物
勝負強さと強打が持ち味の好打者。捕手から外野手に転向した2001年は、近鉄"いてまえ打線"の5番打者を担い、12年ぶりのペナントレース優勝に大きく貢献。その後も中心選手として活躍を続けた。
2004年のプロ野球再編問題を経験し、「すごく辛かった。でも、近鉄最後の選手会長としてそういう活動ができたことは、野球人としていい経験になったんじゃないかとは思う。ただ、今後はあんなことはあってはならないと思う。これからの選手たちには、自分と同じような気持ちになって欲しくない」と引退後に語っている。

## 詳細情報

### 年度別打撃成績
| 年 度      | 球 団      | 試 合 | 打 席 | 打 数 | 得 点 | 安 打 | 二 塁 打 | 三 塁 打 | 本 塁 打 | 塁 打 | 打 点 | 盗 塁 | 盗 塁 死 | 犠 打 | 犠 飛 | 四 球 | 敬 遠 | 死 球 | 三 振 | 併 殺 打 | 打 率 | 出 塁 率 | 長 打 率 | O P S |
| ---------- | ---------- | ----- | ----- | ----- | ----- | ----- | -------- | -------- | -------- | ----- | ----- | ----- | -------- | ----- | ----- | ----- | ----- | ----- | ----- | -------- | ----- | -------- | -------- | ----- |
| 1997       | 近鉄       | 62    | 147   | 133   | 15    | 31    | 7        | 0        | 0        | 38    | 6     | 3     | 2        | 6     | 2     | 5     | 0     | 1     | 23    | 1        | .233  | .262     | .286     | .548  |
| 1998       | 近鉄       | 118   | 359   | 320   | 43    | 93    | 22       | 4        | 4        | 135   | 31    | 2     | 4        | 5     | 5     | 26    | 1     | 3     | 32    | 7        | .291  | .345     | .422     | .767  |
| 1999       | 近鉄       | 130   | 384   | 336   | 42    | 78    | 20       | 0        | 4        | 110   | 27    | 1     | 0        | 16    | 2     | 26    | 0     | 4     | 24    | 11       | .232  | .293     | .327     | .621  |
| 2000       | 近鉄       | 94    | 359   | 318   | 41    | 99    | 18       | 5        | 6        | 145   | 33    | 6     | 0        | 10    | 2     | 26    | 2     | 3     | 26    | 9        | .311  | .367     | .456     | .823  |
| 2001       | 近鉄       | 140   | 604   | 537   | 82    | 172   | 42       | 4        | 17       | 273   | 95    | 7     | 7        | 6     | 5     | 52    | 1     | 4     | 59    | 19       | .320  | .381     | .508     | .890  |
| 2002       | 近鉄       | 117   | 444   | 396   | 44    | 107   | 19       | 1        | 3        | 137   | 30    | 6     | 1        | 7     | 2     | 36    | 4     | 3     | 43    | 10       | .270  | .334     | .346     | .680  |
| 2003       | 近鉄       | 135   | 516   | 444   | 56    | 128   | 26       | 3        | 12       | 196   | 72    | 9     | 5        | 8     | 5     | 55    | 3     | 4     | 60    | 17       | .288  | .368     | .441     | .810  |
| 2004       | 近鉄       | 120   | 529   | 457   | 82    | 141   | 22       | 1        | 26       | 243   | 75    | 7     | 4        | 5     | 3     | 62    | 3     | 2     | 69    | 19       | .309  | .391     | .532     | .923  |
| 2005       | 楽天       | 122   | 534   | 484   | 65    | 128   | 22       | 2        | 16       | 202   | 51    | 2     | 6        | 4     | 2     | 42    | 1     | 2     | 100   | 15       | .264  | .325     | .417     | .742  |
| 2006       | 楽天       | 96    | 382   | 346   | 37    | 95    | 13       | 1        | 4        | 122   | 36    | 5     | 1        | 3     | 4     | 28    | 0     | 1     | 69    | 16       | .275  | .327     | .353     | .680  |
| 2007       | 楽天       | 123   | 486   | 441   | 43    | 122   | 20       | 2        | 5        | 161   | 48    | 5     | 3        | 5     | 5     | 33    | 1     | 2     | 72    | 16       | .277  | .326     | .365     | .691  |
| 2008       | 楽天       | 46    | 140   | 124   | 6     | 29    | 2        | 0        | 0        | 31    | 12    | 2     | 3        | 0     | 3     | 12    | 0     | 1     | 16    | 2        | .234  | .300     | .250     | .550  |
| 2009       | 楽天       | 8     | 21    | 17    | 0     | 2     | 0        | 0        | 0        | 2     | 1     | 0     | 0        | 0     | 1     | 3     | 0     | 0     | 3     | 1        | .118  | .238     | .118     | .356  |
| 通算：13年 | 通算：13年 | 1311  | 4905  | 4353  | 556   | 1225  | 233      | 23       | 97       | 1795  | 517   | 55    | 36       | 75    | 41    | 406   | 16    | 30    | 596   | 143      | .281  | .344     | .412     | .756  |

### 年度別守備成績
| 年 度 | 外野  | 外野  | 外野  | 外野  | 外野  | 外野     | 二塁  | 二塁  | 二塁  | 二塁  | 二塁  | 二塁     |
| 年 度 | 試 合 | 刺 殺 | 補 殺 | 失 策 | 併 殺 | 守 備 率 | 試 合 | 刺 殺 | 補 殺 | 失 策 | 併 殺 | 守 備 率 |
| ----- | ----- | ----- | ----- | ----- | ----- | -------- | ----- | ----- | ----- | ----- | ----- | -------- |
| 1997  | 17    | 41    | 3     | 0     | 0     | 1.000    | -     | -     | -     | -     | -     | -        |
| 1998  | 71    | 103   | 1     | 2     | 1     | .981     | -     | -     | -     | -     | -     | -        |
| 1999  | 114   | 199   | 8     | 2     | 1     | .990     | 1     | 0     | 0     | 0     | 0     | -        |
| 2000  | 34    | 18    | 0     | 0     | 0     | 1.000    | -     | -     | -     | -     | -     | -        |
| 2001  | 140   | 278   | 5     | 2     | 2     | .993     | -     | -     | -     | -     | -     | -        |
| 2002  | 114   | 190   | 8     | 0     | 0     | 1.000    | -     | -     | -     | -     | -     | -        |
| 2003  | 131   | 209   | 7     | 3     | 2     | .986     | -     | -     | -     | -     | -     | -        |
| 2004  | 120   | 208   | 8     | 1     | 3     | .995     | -     | -     | -     | -     | -     | -        |
| 2005  | 120   | 238   | 7     | 8     | 1     | .968     | -     | -     | -     | -     | -     | -        |
| 2006  | 95    | 176   | 2     | 4     | 0     | .978     | -     | -     | -     | -     | -     | -        |
| 2007  | 117   | 198   | 6     | 2     | 3     | .990     | -     | -     | -     | -     | -     | -        |
| 2008  | 37    | 57    | 2     | 1     | 0     | .983     | -     | -     | -     | -     | -     | -        |
| 通算  | 1110  | 1915  | 57    | 25    | 13    | .987     | 1     | 0     | 0     | 0     | 0     | -        |

捕手守備
| 年 度 | 捕手  | 捕手  | 捕手  | 捕手  | 捕手  | 捕手     | 捕手     | 捕手     | 捕手     | 捕手  | 捕手     |
| 年 度 | 試 合 | 刺 殺 | 補 殺 | 失 策 | 併 殺 | 守 備 率 | 企 図 数 | 許 盗 塁 | 盗 塁 刺 | 捕 逸 | 阻 止 率 |
| ----- | ----- | ----- | ----- | ----- | ----- | -------- | -------- | -------- | -------- | ----- | -------- |
| 1997  | 33    | 121   | 9     | 0     | 0     | 1.000    | 18       | 15       | 3        | 7     | .167     |
| 1998  | 70    | 254   | 39    | 2     | 2     | .993     | 50       | 34       | 16       | 1     | .320     |
| 2000  | 87    | 489   | 26    | 3     | 4     | .994     | 55       | 49       | 6        | 3     | .109     |
| 通算  | 190   | 864   | 74    | 5     | 6     | .995     | 123      | 98       | 25       | 11    | .203     |

- 各年度の太字はリーグ最高

### 表彰
- ベストナイン：1回 （2001年）

### 記録
初記録
- 初出場：1997年4月9日、対千葉ロッテマリーンズ2回戦（大阪ドーム）、9回裏に水口栄二の代走として出場
- 初打席：同上、11回裏に園川一美の前に凡打
- 初安打：1997年4月26日、対オリックス・ブルーウェーブ2回戦（大阪ドーム）、5回裏に高橋功一から
- 初先発出場：1997年4月27日、対オリックス・ブルーウェーブ3回戦（大阪ドーム）、8番・捕手として先発出場
- 初打点：1997年5月25日、対福岡ダイエーホークス12回戦（北九州市民球場）、1回表に田之上慶三郎から
- 初盗塁：1997年7月15日、対オリックス・ブルーウェーブ11回戦（大阪ドーム）、8回裏に二盗（投手：豊田次郎、捕手：高田誠）
- 初本塁打：1998年6月16日、対千葉ロッテマリーンズ9回戦（藤井寺球場）、3回裏に竹清剛治から

節目の記録
- 1000試合出場：2005年7月16日、対北海道日本ハムファイターズ9回戦（札幌ドーム）、1番・右翼手として先発出場　※史上403人目
- 1000安打：2006年4月28日、対千葉ロッテマリーンズ6回戦（千葉マリンスタジアム）、6回表に清水直行から中前安打　※史上240人目

その他の記録
- オールスターゲーム出場：3回（2004年、2005年、2007年）

### 背番号
- 22 （1997年 - 2000年）
- 8 （2001年 - 2009年）
- 83 （2010年 - 2017年）